# Vico (Corsica)
Vico (Corsicaans: Vicu) is een gemeente in het Franse departement Corse-du-Sud (regio Corsica). De gemeente telde 1.007 inwoners op 1 januari 2022.

## Geografie
De oppervlakte van Vico bedroeg op 1 januari 2022 52,13 vierkante kilometer; de bevolkingsdichtheid was toen 19,3 inwoners per km².
De onderstaande kaart toont de ligging van Vico met de belangrijkste infrastructuur en aangrenzende gemeenten.

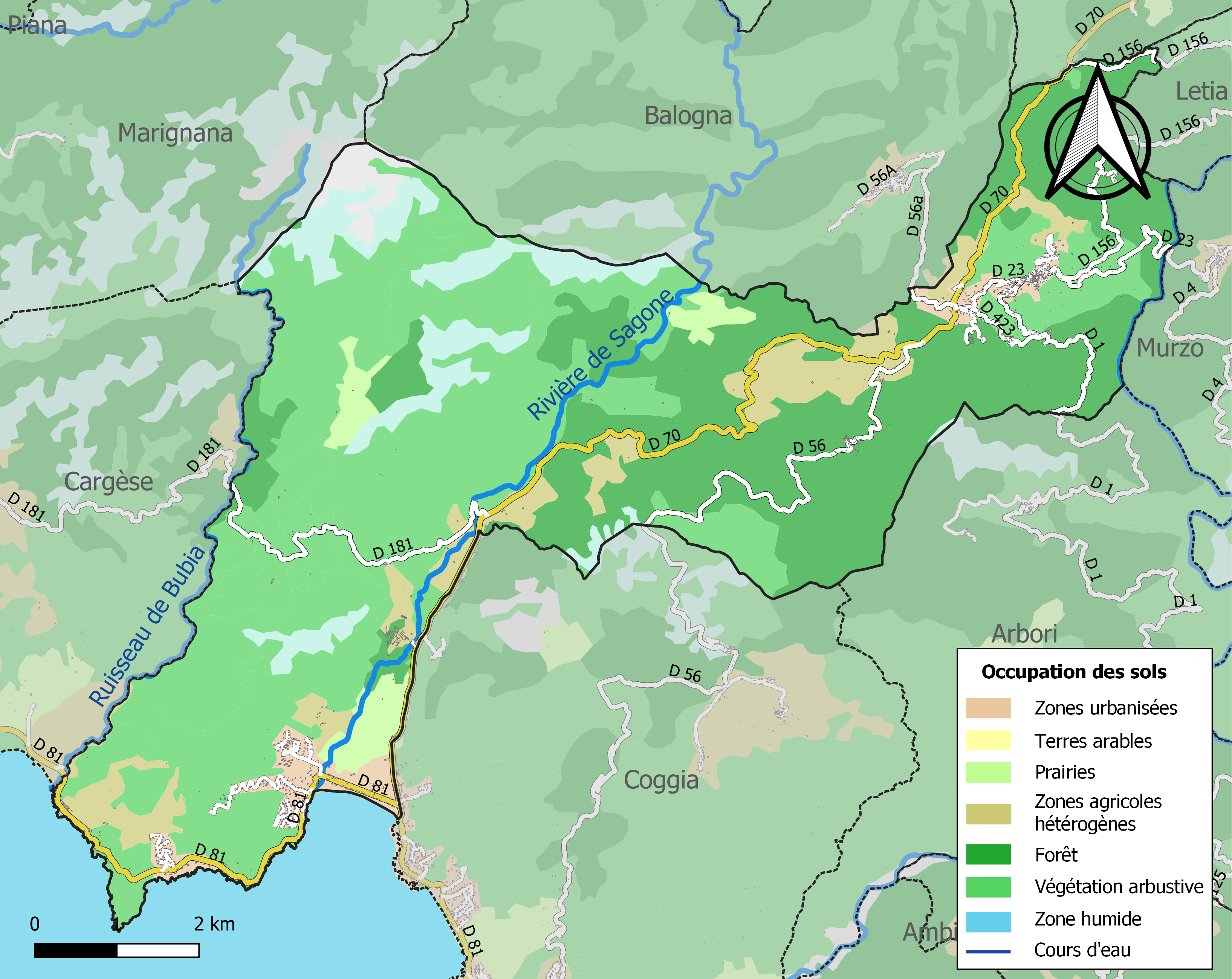

## Demografie
Vanwege een beveiligingsprobleem met de MediaWiki Graph-software is het momenteel niet mogelijk deze grafiek weer te geven. Zodra de software is bijgewerkt zal de grafiek vanzelf weer zichtbaar worden.